# Alphandia
Alphandia, biljni rod iz porodice mlječikovki raširen po nekim otocima u zapadnom Pacifiku (Nova Gvineja, Vanuatu, Nova Kaledonija)
Sastoji se od tri vrste grmova ili manjeg drveća. A. resinosa Baill. je kritično ugrožena

## Vrste
1. Alphandia furfuracea Baill.
2. Alphandia resinosa Baill.
3. Alphandia verniciflua Airy Shaw

## Vanjske poveznice
|  | Zajednički poslužitelj ima još gradiva o temi Alphandia |
|  | Wikivrste imaju podatke o taksonu Alphandia             |